# Lysandra ceronuslunulata
Lysandra ceronuslunulata är en fjärilsart som beskrevs av Tutt 1909. Lysandra ceronuslunulata ingår i släktet Lysandra och familjen juvelvingar. Inga underarter finns listade i Catalogue of Life.